# 令和3年足利市山林火災
令和3年足利市山林火災（れいわさんねんあしかがしさんりんかさい）は、栃木県足利市西宮町の両崖山、天狗山において2021年（令和3年）2月21日の午後3時30分頃に発生し、167ヘクタールを焼いた火災である。

## 概要
2021年2月21日15時30分頃、栃木県足利市西宮町の林野で空気の乾燥による火災が発生した。消防隊員によれば山頂付近の休憩所の周辺約50m2が燃えているのが確認されている。
足利市は市内の207世帯に避難勧告を出したが、すぐには避難できない世帯もあることから、職員が2人一組でこれらの世帯を回り、健康状態の聞き取りや、マスクやのど飴の配布を行った。
火災からおよそ1か月後の3月30日、足利市は山火事の出火原因が「たばこと推定される」と発表した。同市消防によると、山頂から南西に200メートルの地点である出火場所とみられる付近に、複数のたばこの吸い殻が落ちていたことから、出火原因の推定に至ったという。

## 気象状況
火災発生時の湿度は12%と乾燥した状態だった。この時期は北側にある赤城山（群馬県）から吹きつける赤城おろしと呼ばれる季節風が強い北風があり、23日には近隣の佐野市で最大瞬間風速17メートルを観測。強風により延焼が拡大するとともにヘリコプターの消火が中断されるなどした。

## 消火体制

### 地上
2021年2月26日14の消防局・本部の消防隊員 及び足利市消防団員（100人超）が消火活動にあたった。
- 足利市消防本部[N 5]
- 足利市消防団
- 佐野市消防本部（相互応援協定）[N 6]
- 桐生市消防本部（相互応援協定）[N 6]
- 館林地区消防組合（相互応援協定）[N 6]
- 太田市消防本部（相互応援協定）[N 6]
- 宇都宮市消防局[N 5]
- 東京消防庁統括指揮支援隊[N 5]

など

### 上空
自衛隊や栃木県消防防災航空隊のヘリコプターほか、緊急消防援助隊として宮城県消防防災航空隊、埼玉県防災航空隊、茨城県防災航空隊、山梨県消防防災航空隊、富山県消防防災航空隊、東京消防庁航空隊、横浜市消防局航空消防隊の消防防災ヘリが消火活動を実施。

## 経過
- 2月21日
  - 15時30分頃 - 出火[N 2]
- 2月22日
  - 栃木県知事が自衛隊に災害派遣を要請。
- 2月23日
  - 西宮町、本城1丁目の3地区に避難勧告[N 6]。
- 2月24日
  - 11時時点の延焼面積は、およそ50ヘクタール[N 7]。
  - 本城1丁目の一部、五十部町と大岩町の一部に避難勧告[N 6]。
  - 足利市立第一中学校が休校、足利市立第二中学校と栃木県立足利高等学校[旧]、栃木県立足利工業高等学校が下校時間を早める措置をとる[N 6]。
  - 北関東自動車道の足利インターチェンジと太田桐生インターチェンジの間が通行止めとなった[N 8]
- 2月25日
  - 政府は首相官邸危機管理センターに情報連絡室を設置[N 9]
  - 栃木県は災害救助法の適用を決定（法適用は23日付）[G 1]
  - 15時時点の延焼面積は、およそ100ヘクタール[N 10]。
- 2月27日
  - 11時時点の延焼面積は、およそ106ヘクタール[N 11]。
- 3月1日
  - 16時、足利市は鎮圧を発表し、避難勧告を解除[N 12]。17時に北関東自動車道の通行止めも解除された。
- 3月15日
  - 足利市が鎮火を確認したと発表[N 13][G 2]。

## 支援の動き
この火災を受けて足利市が開設した避難所には、市内外からの物資の寄付が相次いでおり、27日には産業廃棄物処理業者の日環（宇都宮市）から、マスク1万枚が寄付された。また、1千万円を超える寄付（2021年2月27日時点）が同市のふるさと納税を通じて寄せられた。また、足利市はボランティアの募集はしていないが、ボランティアの申し出も50件近く寄せられたとされている。
2021年3月21日には、この火災のチャリティーイベント「足利応援マルシェin栃木」が、栃木市万町にあるとちぎ山車会館前広場で開かれた。

## 規制強化
事件を受け、「美しい山林を火災から守る条例」が制定、施行された。市内全域のすべての山林において、
- 喫煙（加熱式、電子たばこを含む）
- たき火
- 煙火（のろし、花火など)
- 裸火（ライター、ストーブ、コンロなど炎が露出するもの)

を禁止するもの。モラル向上を目的とするもので、罰則は設けられない。

また、消火活動の際に何者かがドローンを飛行させたことで、ヘリによる消火活動が1～2時間中断された。これを受け、国土交通省航空局は「緊急用務空域」を指定できるように航空法施行規則を改正した。

## その他
足利市では2014年にも72ヘクタールを焼く大規模山林火災が起きており、鎮火まで約2週間かかった。
足利市に隣接する群馬県みどり市で2021年4月22日に再び山火事が発生している。
出火場所から800メートルほど離れた大岩山毘沙門天では、火災の被害を避けるため文化財約150点を運び出したが、その後運び出しの作業や経年劣化の影響により、県指定文化財の本尊・毘沙門天像など10点の文化財で損傷が見つかった。